# Marià Oliveras i Vayreda

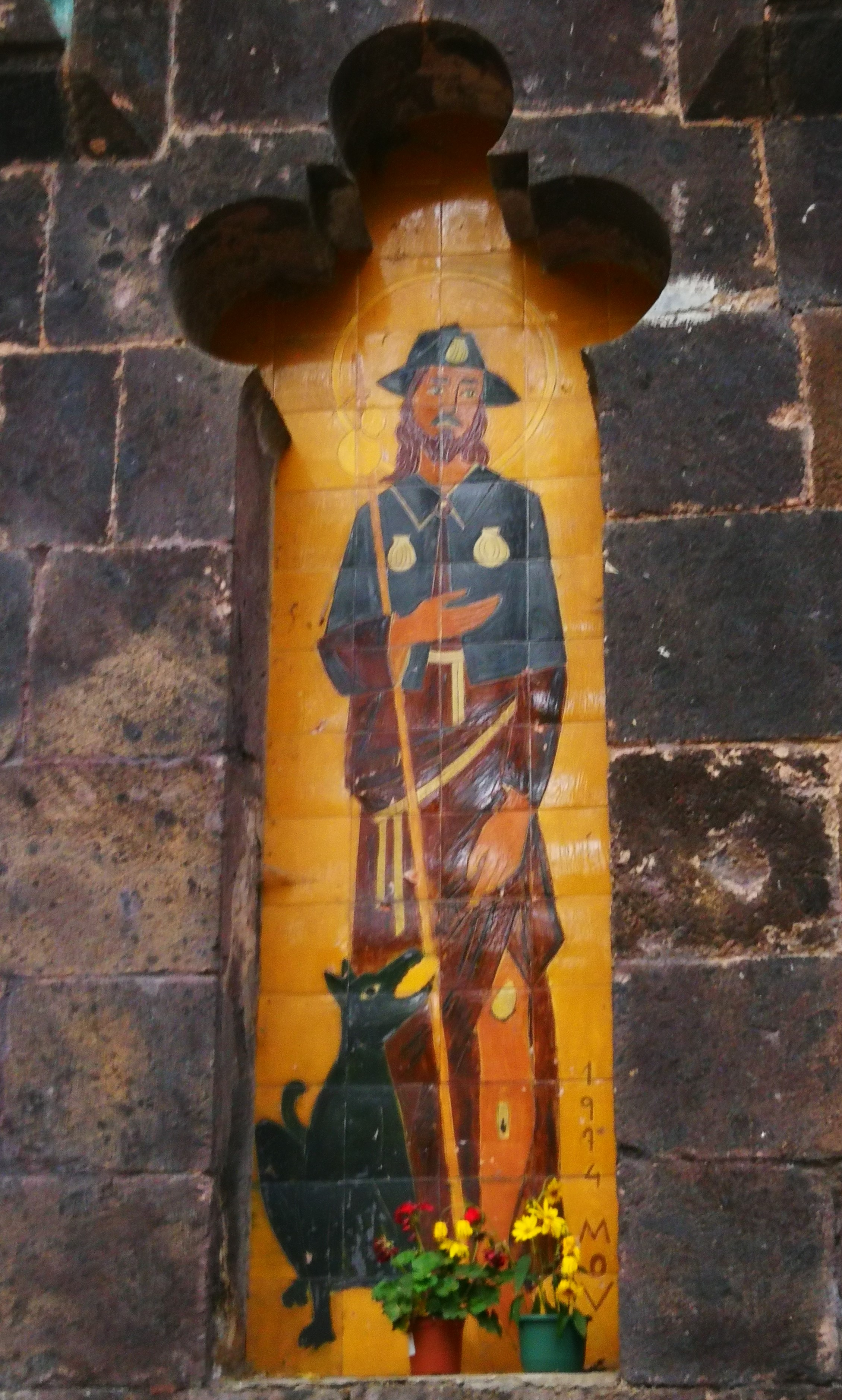
Der Heilige Rochus an den Fonts de San Roc in Olot auf Kacheln dargestellt von Marià Oliveras i Vayreda

Marià Oliveras i Vayreda, oft einfach als Marià, Marian Oliveras oder M. Oliveras angesprochen, (* 24. April 1924 in Olot; † 15. September 1997 ebenda) war ein katalanischer Maler, der in der Tradition der Schule von Olot stand. Neben der Ölmalerei beherrschte Oliveras die Genre Aquarell, Gravur und Wandmalerei.

## Leben und Werk
Er war ein sehr spezieller Student der Escola de Belles Arts d’Olot, da er aufgrund stark ausgeprägter autodidaktischer Veranlagungen den Unterricht bei Iu Pascual, Josep Pujol und Martí Casadevall nicht regelmäßig besuchte. Trotz allem gewann er einen ersten Preis im Zeichnen-Wettbewerb der Akademie. Er gehörte seit 1950 der avantgardistischen Künstlergruppe Indika aus Figueres an, die zahlreiche Ausstellungen in Girona und in Figueras organisierte. Er stellte daneben auch in Barcelona, Vic und Olot aus. Die Galerie Art Les Voltes, d’Olot veranstaltete 2003 post mortem eine anthologische Ausstellung seiner Aquarelle. Marià Oliveras leitete das Olotenser Familienunternehmen El Arte Cristiano, das schon sein Großvater Marià Vayreda i Vila, der Mitbegründer der Landschaftsmalereischule von Olot, geleitet hatte.
Marià Oliveras ging in die Kunstwelt als der Pointillist der Schule von Olot ein. In seiner künstlerischen Frühphase finden sich zudem kubistische Linienkompositionen. Seine Kompositionen zeigen kurze senk- und waagerechte Linien und Punkte in origineller Farbgebung und Beleuchtung. Diese künstlerischen Ansätze führten in originelle konstruktivistische Abstraktionen von Landschaften, die auf den ersten Blick nicht mehr als solche erkennbar sind.
Neben seinen Ölgemälden war Oliveras Urheber der Zeichnungskompositionen auf dem alten Marktgebäude von Olot, das 2018 durch ein neues Gebäude ersetzt wurde. Er schuf auch die Zeichnungen der Glasfenster in der Kapuziner-Kirche von Olot. Darüber hinaus steuerte er Gravurarbeiten für das von Miquel Plana herausgegebene bibliophile Werk ''El Burí i la Ploma'' („Gravierstichel und Feder“) bei.
Marià Oliveras entwickelte die ihm übergebene Tradition der Malerdynastie Vayreda in vollkommen neue, originäre Ansätze. Museen in Baltimore, Girona und das MMuseu de la Garrotxa in Olot präsentieren seine Werke.